# Douglas le nouveau D'Artagnan
Pour plus de détails, voir Fiche technique et Distribution.
Douglas le nouveau D'Artagnan (titre original : A Modern Musketeer) est un film américain réalisé par Allan Dwan, sorti en 1917.
Basé sur une histoire de E. P. Lyle, Jr. intitulée D'Artagnan of Kansas, le film est produit par Douglas Fairbanks. Il a été tourné en partie dans le Grand Canyon

## Fiche technique
- Titre original : A Modern Musketeer

- Réalisation : Allan Dwan

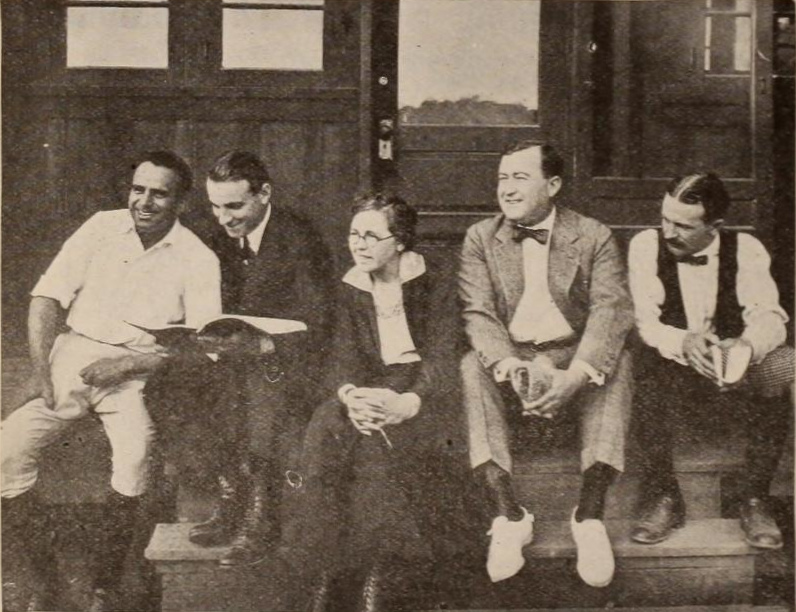
Douglas Fairbanks, Allan Dwan, Ruth Allen, John Fairbanks et Art Rosson.

- Scénario : Allan Dwan d'après D'Artagnan of Kansas de E. P. Lyle, Jr.[2]
- Producteur : Douglas Fairbanks
- Photographie : Hugh McClung, Harry Thorpe, Victor Fleming
- Montage : Billy Shea, Allan Dwan (supervision)
- Distributeur : Artcraft Pictures Corporation
- Durée : 68 minutes
- Date de sortie : 30 septembre 1917

## Distribution

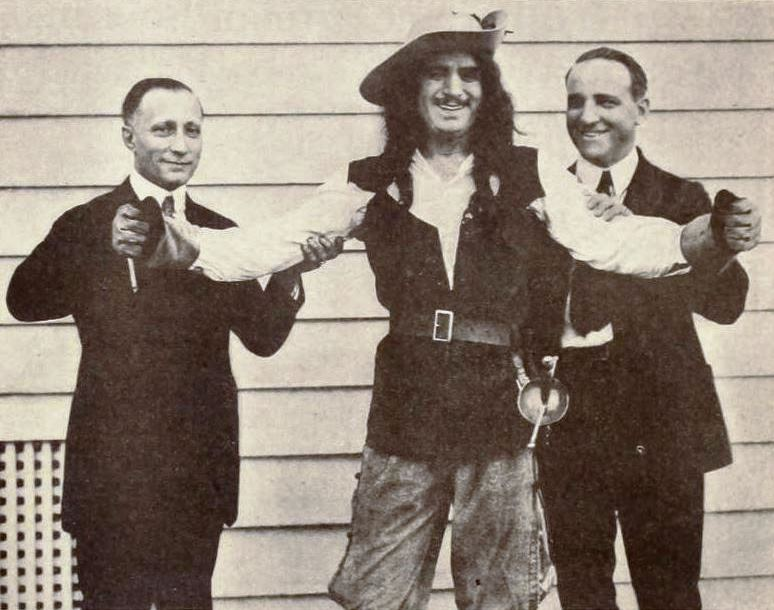
Adolph Zukor, président d'Artcraft Pictures, Douglas Fairbanks, et le réalisateur Allan Dwan

- Douglas Fairbanks : Ned Thacker/D'Artagnan
- Marjorie Daw : Elsie Dodge
- Kathleen Kirkham : Mrs. Dodge
- Eugene Ormonde : Forrest Vandeteer
- Edythe Chapman : Mrs. Thacker
- Frank Campeau : Chin-de-dah
- Tully Marshall : James Brown
- Zasu Pitts : A Kansas City Belle
- Charles Stevens : Indien